# Johan Coenraad Hamburger

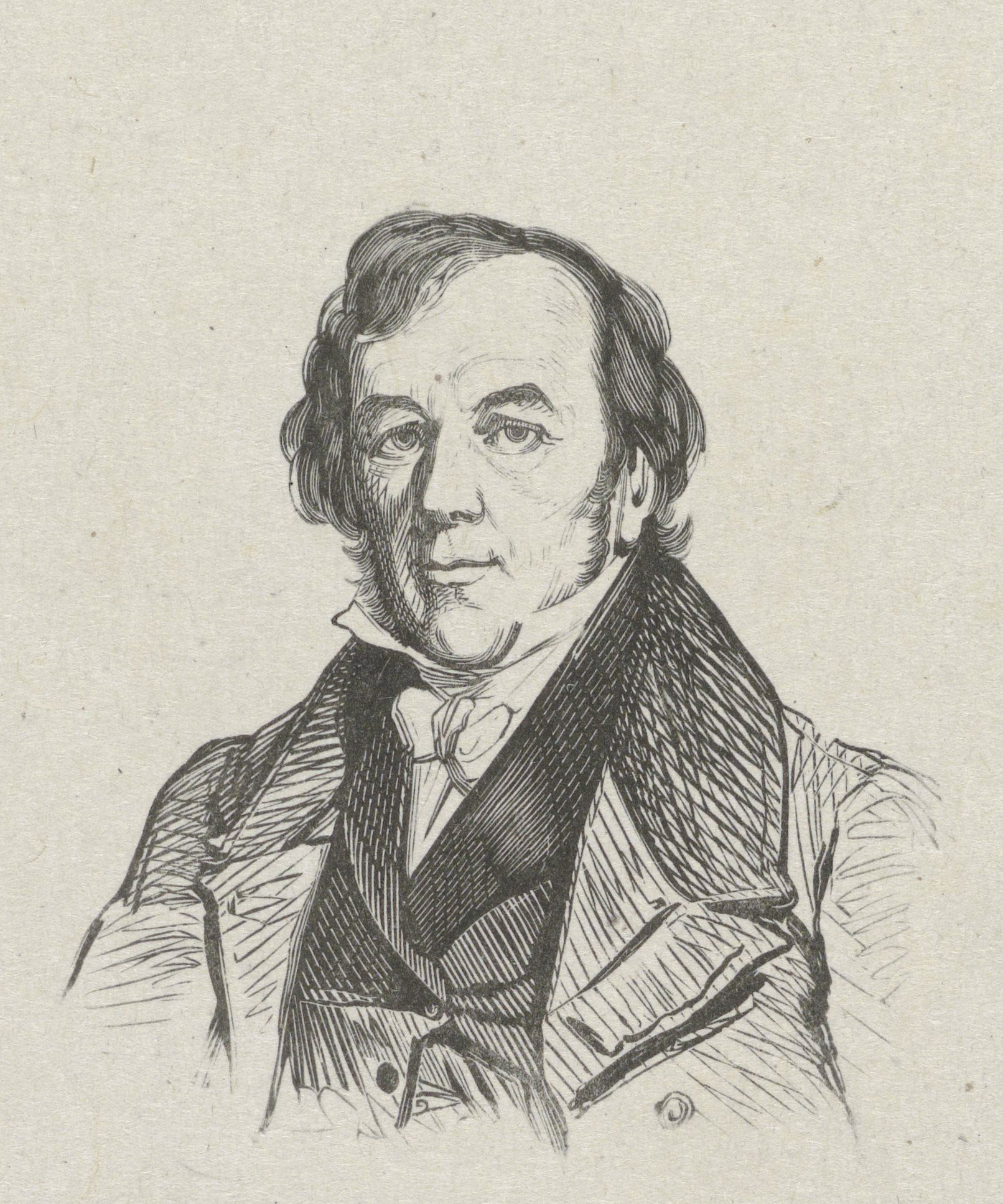
Porträt von Louis Moritz

Johan Coenraad Hamburger (* 3. März 1809 in Frankfurt am Main; † nach 1871) war ein niederländischer Porträtmaler deutscher Abstammung.
Conrad Hamburger war als Sohn deutscher Eltern Jacob Friedrich Hamburger und Anna Dorothea Hess geboren.
Er studierte in den Jahren 1825 bis 1828 an dem Städelschen Kunstinstitut. 1829 ging er nach London und wurde 1834 zum Hofmaler Wilhelms IV. ernannt. Er heiratete in London die Stilllebenmalerin Eleonora Elisabeth Fairbairn. Kurz nach der Geburt der Tochter Hélène Hamburger (1836–1919) zog die Familie in die Niederlande und ließ sich in Amsterdam nieder. Er erhielt die niederländische Staatsbürgerschaft. 1845 wurde er Mitglied der Koninklijke Akademie van Beeldende Kunsten (Amsterdam). 
Er malte, zeichnete und lithografierte vor allem Porträts. Er signierte seine Werke „C. Hamburger“. Im August 1865 reiste er mit seiner Tochter Hélène Elisabeth nach Brüssel.
Er zeigte von 1836 bis 1861 seine Werke auf den Ausstellungen in Amsterdam und Den Haag. 